# Proliga de 2019–20
A Temporada da Proliga de 2019-20 será a 17ª edição da competição de segundo escalão no basquetebol de Portugal disputada por 16 equipas. Ao término da competição será apurado como promovidos à LPB na próxima temporada campeão e finalista.

## Formato
Participam da competição as equipas que ficarem entre os 3º e 8º lugares do Grupo A (segunda fase), as equipes do Grupo B (segunda fase) que não finalizarem relegadas à 1ª divisão e as duas agremiações oriundas da LPB na época anterior. Disputam duas fases sendo a primeira fase zonal (compreendendo Norte e Sul, com as equipes de Açores jogando no Sul), segunda fase com os 4 melhores classificados em cada zona. 

## Primeira fase

### Confrontos
| Casa\Visitante         | ADS   | LUM   | ACA   | ANG    | POV   | CAS   | ELE    | POR   | OLH   | IMO    | OSB   | SCB    | BEN   | SAM   |
| ---------------------- | ----- | ----- | ----- | ------ | ----- | ----- | ------ | ----- | ----- | ------ | ----- | ------ | ----- | ----- |
| A.D.Sanjoanense        |       |       |       |        | 71-75 | 78-66 | 77-75  | 69-70 | 71-85 | 65-91  |       | 91-73  | 88-61 | 63-55 |
| Academia do Lumiar     | 69-74 |       | 55-64 | 67-57  |       | 67-81 |        |       | 45-78 | 61-86  | 87-82 |        |       |       |
| Académica / Efapel     | 91-86 | 82-78 |       | 88-76  | 65-85 |       |        | 83-61 | 65-70 | 59-84  | 74-69 |        |       | 91-68 |
| Angrabasket            | 74-84 |       | 62-93 |        | 64-78 | 63-80 | 87-115 | 70-81 |       | 47-101 | 77-89 |        |       | 72-88 |
| CD Póvoa               | 91-73 | 77-62 | 46-48 | 85-48  |       |       |        | 98-65 |       |        | 79-67 | 82-72  | 84-63 | 82-49 |
| Casino Ginásio         |       | 66-55 | 55-72 |        | 81-76 |       | 90-75  | 78-55 | 69-81 | 50-74  | 77-71 | 82-66  | 80-71 | 76-83 |
| Eléctrico F.C.         | 75-84 | 86-76 | 75-69 | 72-75  | 76-86 | 96-94 |        |       | 88-83 |        | 75-86 | 101-62 | 67-60 | 82-87 |
| FC Porto B             |       | 67-71 | 66-56 | 67-68  | 54-56 |       | 79-75  |       | 77-72 |        |       | 78-68  | 80-85 |       |
| Ginásio Del Mar Marina | 82-68 | 81-85 | 70-66 | 104-67 | 78-75 | 81-78 | 89-80  | 53-58 |       | 76-87  |       | 88-54  | 73-55 | 88-66 |
| Imortal                |       | 83-67 |       | 103-62 | 90-53 | 96-73 | 106-72 | 99-56 | 97-66 |        | 76-54 | 110-83 | 96-42 | 99-68 |
| Os Belenenses          | 81-76 |       | 84-52 |        |       |       |        | 81-75 | 73-76 |        |       |        |       | 85-79 |
| SC Braga               |       | 80-84 | 60-71 | 76-82  | 43-82 | 56-71 | 82-85  | 53-82 |       | 48-90  | 45-88 |        | 59-65 |       |
| SL Benfica "Sub22"     |       | 61-75 | 66-73 | 75-64  | 73-97 | 55-75 | 75-90  |       |       | 59-84  | 69-76 |        |       |       |
| Sampaense Basket       | 72-77 | 82-86 | 68-66 | 74-67  | 86-81 |       | 83-78  | 98-80 | 71-68 | 56-95  |       | 89-68  | 74-67 |       |